# Cilindro-Cabezal-Sector
Cilindro-Cabezal-Sector, en inglés: Cylinder-Head-Sector (CHS), es un modo de acceso para unidades de discos duros menores o iguales a 8 gigabytes (GB).
Este sistema funciona mal en dispositivos que no sean discos duros, como las cintas magnéticas de datos.

## Características
CHS asigna una dirección a cada bloque mediante una tupla que define el cilindro, el cabezal y el sector en que se encuentra.
El sistema CHS debutó en las unidades RLL y MFM. El CHS y su sucesor, el ECHS (Extended Cylinder-Head-Sector), fueron usados en las primeras unidades Advanced Technology Attachment (ATA). 
Ya no se utiliza porque su límite máximo son 8 GB y son insuficientes para los discos duros de última generación. En su lugar se utiliza Logical Block Addressing (LBA) o direccionamiento de bloque lógico, que tiene un límite de hasta 8 zettabytes (ZB).

## Fórmula
Para calcular el espacio en bytes de un disco duro o disquete utilizando CHS es:
{\displaystyle H\cdot C\cdot S\cdot TS=E}
Donde: H es el número total de cabezales; C es el número total de cilindros por cabezal; S es el número total de sectores en un cilindro; TS es el tamaño del sector (por lo general suele ser 512 bytes); E es el espacio total en bytes del disco.
Así para calcular el tamaño total de un disquete de 3½" sería: 2×80×18×512 = 1 474 560 bytes (es decir, 1440 KB o aproximadamente 1,4 MB).